# NASA Astronaut Group 9

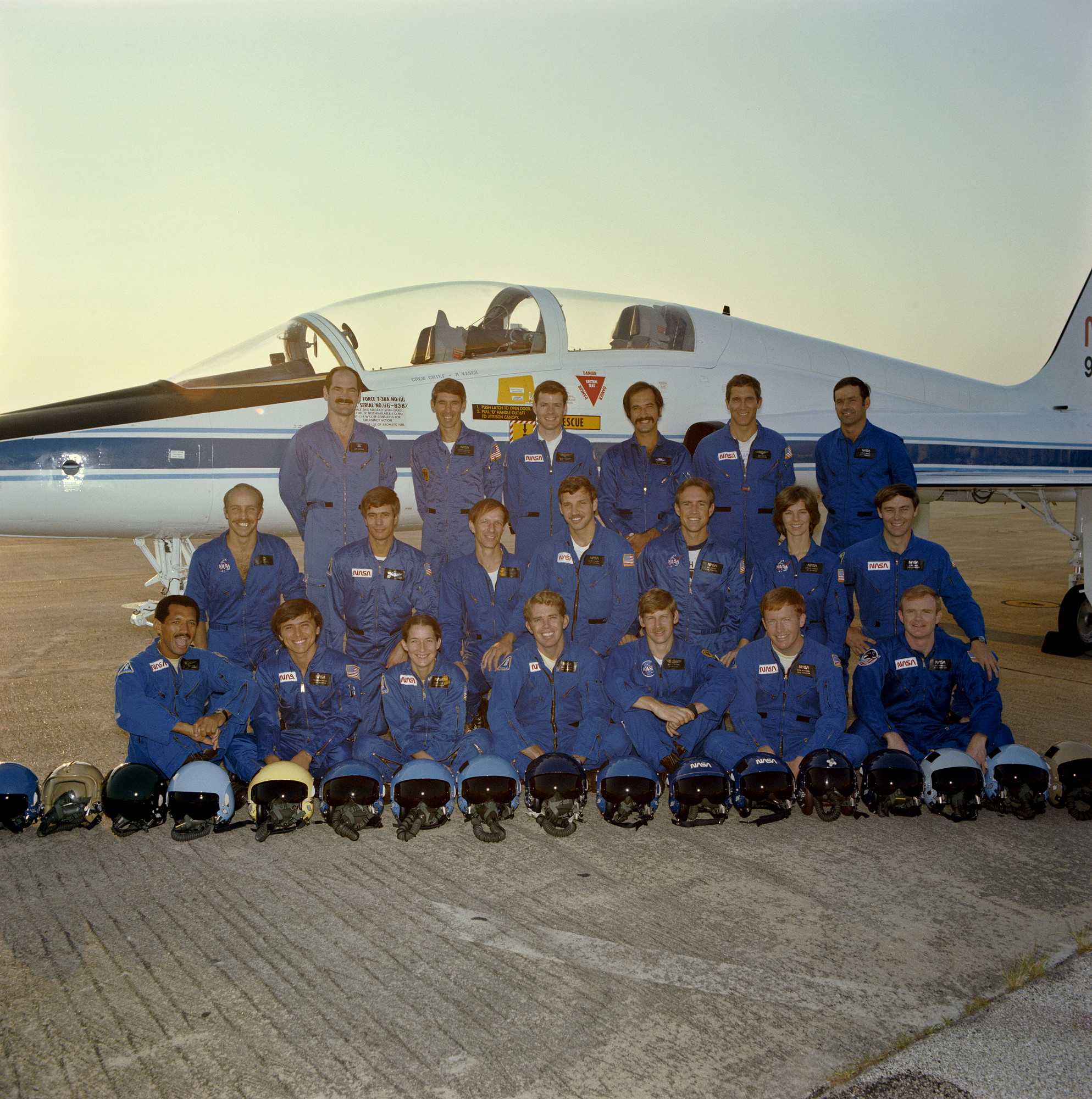
Prima fila da sinistra: Charles F. Bolden Jr., Franklin R. Chang-Diaz, Mary L. Cleave, David C. Leestma, Sherwood C. Spring, Richard N. Richards, Roy D. Bridges.
Seconda fila da sinistra: James P. Bagian, John E. Blaha, Claude Nicollier, David C. Hilmers, William F. Fisher, Bonnie J. Dunbar, Jerry L. Ross.
Ultima fila da sinistra: Guy S. Gardner, Robert C. Springer, Bryan D. O'Connor, Wubbo Ockels, Michael J. Smith, John M. Lounge.

Il NASA Astronaut Group 9 è un gruppo di astronauti selezionato dalla NASA nel maggio del 1980.

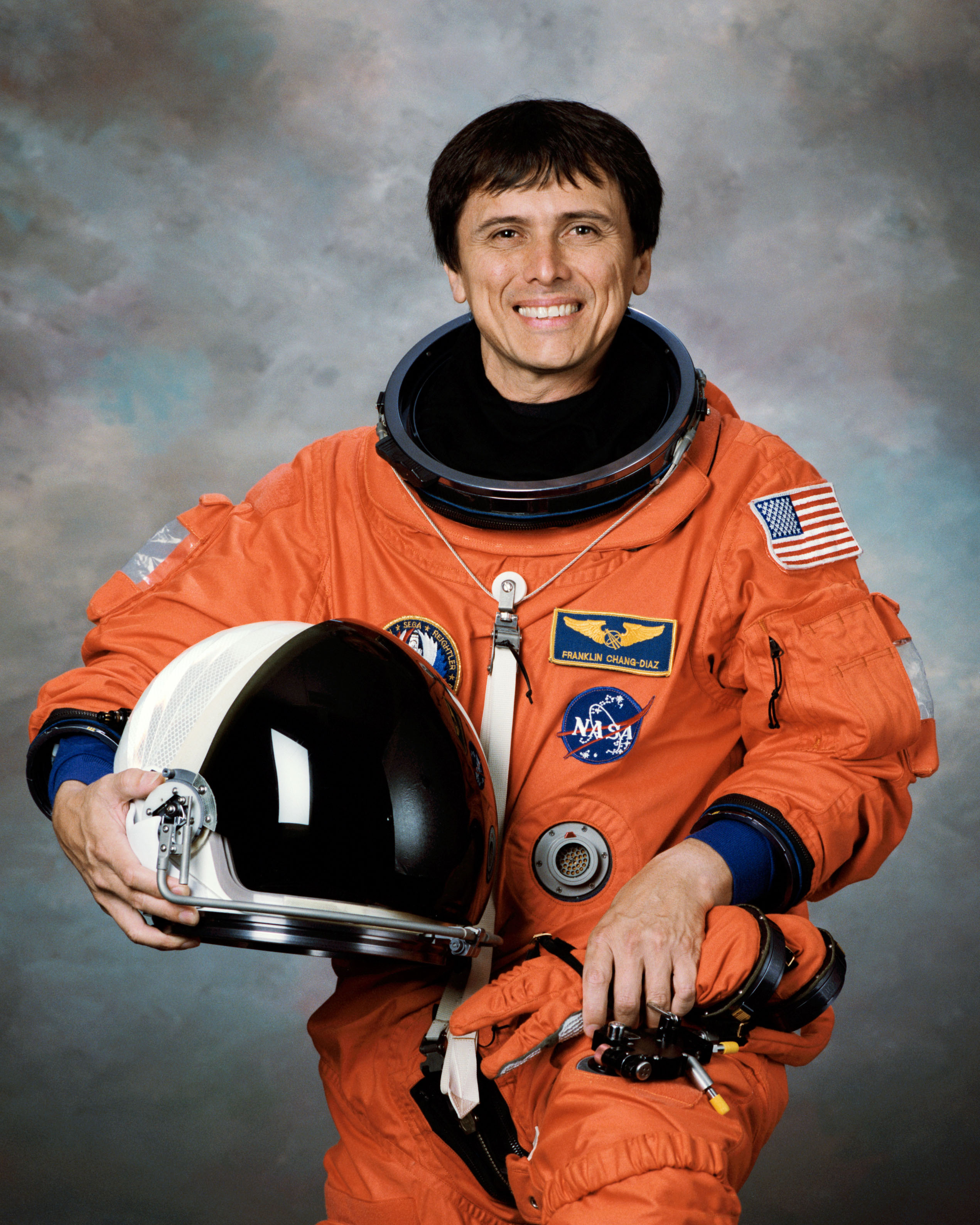
Franklin Chang-Diaz

## Elenco degli astronauti

### Piloti
- John E. Blaha

STS-29, Pilota
STS-33, Pilota
STS-43, Comandante
STS-58, Comandante
STS-79, Specialista di Missione
Mir EO-22
- Charles F. Bolden

STS-61-C, Pilota
STS-31, Pilota
STS-45, Comandante
STS-60, Comandante
- Roy D. Bridges

STS-51-F, Pilota
- Guy S. Gardner

STS-27, Pilota
STS-35, Pilota
- Ronald J. Grabe

STS-51-J, Pilota
STS-30, Pilota
STS-42, Comandante
STS-57, Comandante
- Bryan D. O'Connor

STS-61-B, Pilota
STS-40, Comandante
- Richard N. Richards

STS-28, Pilota
STS-41, Comandante
STS-50, Comandante
STS-64, Comandante
- Michael J. Smith

STS-51-L, Pilota

### Specialisti di Missione
- James P. Bagian

STS-29, Specialista di Missione
STS-40, Specialista di Missione
- Franklin R. Chang-Diaz

STS-61-C, Specialista di Missione
STS-34, Specialista di Missione
STS-46, Specialista di Missione
STS-60, Specialista di Missione
STS-75, Specialista di Missione
STS-91, Specialista di Missione
STS-111, Specialista di Missione
- Mary L. Cleave

STS-61-B, Specialista di Missione
STS-30, Specialista di Missione
- Bonnie J. Dunbar

STS-61-A, Specialista di Missione
STS-32, Specialista di Missione
STS-50, Specialista di Missione
STS-71, Specialista di Missione
STS-89, Specialista di Missione
- William F. Fisher

STS-51-I, Specialista di Missione
- David C. Hilmers

STS-51-J, Specialista di Missione
STS-26, Specialista di Missione
STS-36, Specialista di Missione
STS-42, Specialista di Missione
- David C. Leestma

STS-41-G, Specialista di Missione
STS-28, Specialista di Missione
STS-45, Specialista di Missione
- John M. Lounge

STS-51-I, Specialista di Missione
STS-26, Specialista di Missione
STS-35, Specialista di Missione
- Jerry Lynn Ross

STS-61-B, Specialista di Missione
STS-27, Specialista di Missione
STS-37, Specialista di Missione
STS-55, Specialista di Missione
STS-74, Specialista di Missione
STS-88, Specialista di Missione
STS-110, Specialista di Missione
- Sherwood C. Spring

STS-61-B, Specialista di Missione
- Robert C. Springer

STS-29, Specialista di Missione
STS-38, Specialista di Missione

### Specialisti di Missione internazionali
- Claude Nicollier

STS-46, Specialista di Missione
STS-61, Specialista di Missione
STS-75, Specialista di Missione
STS-103, Specialista di Missione
- Wubbo Ockels

STS-61-A, Specialista di Missione